# Retoure (Backgewerbe)
Als Retoure werden im Bäckerhandwerk die bei Ladenschluss noch unverkauften Überbestände an Backwaren bezeichnet.

## Allgemeines
Es handelt sich nicht um Retouren im strengen Wortsinn, weil unverkauft gebliebene Waren nicht an den Verbraucher gelangt sind und deshalb von ihm auch nicht zurückgegeben werden können. Echte Retouren sind die vom Verbraucher meist an den Versandhandel zurückgegebenen Waren. Es handelt sich erst recht nicht um Remittenden, weil dieser Begriff auf Bücher und Zeitschriften begrenzt ist. Das Bäckerhandwerk spricht von Retouren bei Brot und Backwaren, wenn diese bis zum Ladenschluss nicht verkauft werden konnten. Um diese Backwaren vor der Vernichtung zu bewahren, kann vor Ladenschluss alternativ ein Abverkauf zu Preisermäßigungen und/oder die kostenlose Weitergabe an Tafeln durchgeführt werden.

## Rechtsfragen
Brot und andere Backwaren gehören zu den leicht verderblichen Lebensmitteln, die nach § 2 Abs. 1 Nr. 2 LMHV in mikrobiologischer Hinsicht in kurzer Zeit leicht verderblich sind und deren Verkehrsfähigkeit nur bei Einhaltung bestimmter Temperaturen oder sonstiger Bedingungen erhalten werden kann. Die Verordnung (EG) Nr. 178/2002 vom 28. Januar 2002 zur Festlegung der allgemeinen Grundsätze und Anforderungen des Lebensmittelrechts, zur Errichtung der Europäischen Behörde für Lebensmittelsicherheit und zur Festlegung von Verfahren zur Lebensmittelsicherheit definiert in Art. 2 als Lebensmittel „alle Stoffe oder Erzeugnisse, die dazu bestimmt sind oder von denen nach vernünftigem Ermessen erwartet werden kann, dass sie in verarbeitetem, teilweise verarbeitetem oder unverarbeitetem Zustand von Menschen aufgenommen werden“.
Der Endverbraucher kann erwarten, dass vor Ort gebackene Backwaren in hygienisch einwandfreier Form angeboten werden. Die Grundlagen hierfür sind in der Norm DIN 10535 (2014-09) "Lebensmittelhygiene – Backstationen im Einzelhandel" niedergelegt. Sie legt Hygieneanforderungen für die bauliche Planung, die Ausstattung und den Betrieb von Backstationen fest, die der Zubereitung und der Abgabe von Backwaren dienen. Es handelt sich um Tätigkeiten an „offenen Lebensmitteln“.
Die Anwendung von DIN-Normen ist freiwillig. Wendet ein Unternehmer sie jedoch an, so besteht die Vermutung, dass er den Hygieneanforderungen, insbesondere denen der Verordnung (EG) Nr. 852/2004 vom 29. April 2004 über Lebensmittelhygiene, nachkommen wird.

## Behandlung der Retouren
Backprodukte mit geringem Deckungsbeitrag sollten nach Möglichkeit ohne oder zumindest mit ganz geringen Retouren vorgesehen werden. Eine Optimierung der Retouren bedeutet auch, den Abverkauf der Produkte mit hohen Deckungsbeiträgen (wie etwa Brot) zu fördern. Retouren werden im Bäckerhandwerk von Filialen an die Zentrale zurückgegeben, welche für die Entsorgung zuständig ist.